# Спасско-Александровка
Спасско-Александровка — село в Пензенском районе Пензенской области России. Входит в состав Кондольского сельсовета.

## География
Село находится в центральной части Пензенской области, в пределах Приволжской возвышенности, в лесостепной зоне, на берегах реки Няньги, на расстоянии примерно 8 километров (по прямой) к юго-востоку от села Кондоль, административного центра района. Абсолютная высота — 181 метр над уровнем моря.

### Климат
Климат характеризуется как умеренно континентальный, с умеренно холодной продолжительной зимой и относительно тёплым летом. Средняя температура воздуха самого тёплого месяца (июля) — 18,8 °C (абсолютный максимум — 40 °C); самого холодного (января) — −13 — −12 °C (абсолютный минимум — −47 °C). Безморозный период длится от 117 до 133 дней. Среднегодовое количество атмосферных осадков варьируется от 467 до 604 мм, из которых большая часть выпадает в тёплый период.

### Часовой пояс
Село Спасско-Александровка, как и вся Пензенская область, находится в часовой зоне МСК (московское время). Смещение применяемого времени относительно UTC составляет +3:00.

## Население
| 1795  | 1810  | 1859  | 1877  | 1894 | 1897 | 1902 |
| ----- | ----- | ----- | ----- | ---- | ---- | ---- |
| 582   | ↗619  | ↗683  | ↗860  | ↗921 | ↘809 | ↗986 |
| 1914  | 1921  | 1926  | 1930  | 1939 | 1959 | 1970 |
| ↗1108 | ↗1165 | ↗1244 | ↘1157 | ↘566 | ↘373 | ↗529 |
| 1979  | 1989  | 1996  | 2002  | 2010 | 2016 |      |
| ↘435  | ↘310  | ↘295  | ↘227  | ↘209 | ↘168 |      |

### Национальный состав
Согласно результатам переписи 2002 года, в национальной структуре населения русские составляли 98 % из 227 чел.